# Superfly (アルバム)
『Superfly』（スーパーフライ）は、Superflyの1作目のアルバム。2008年5月14日に発売された。

## 概要
初回限定盤のみデジパックケース仕様で、シングル曲5曲のミュージック・ビデオを収録したDVDが付属されている。
デビュー曲「ハロー・ハロー」やアルバムの先行シングル曲「Hi-Five」などシングル曲5曲を含む全13曲が収録されている。大きなシングル作品のヒットはなかったものの、オリコンアルバムチャートではデビュー作にして初登場1位を獲得し、さらに翌週も1位となった。同チャートで1位を記録するのは自身初であり、初動売上枚数も自己最高を記録している。なお邦楽女性歌手で過去の作品の最高位がオリコンチャートトップ10にランクインせずかつデビューアルバムが1位を獲得したのは、1999年11月のTinaのアルバム『Colorado』以来約8年6か月ぶりで、2週連続1位はオリコン史上初の記録である。
本作における大きなプロモーション活動としては、発売前週の5月8日にYahoo!ライブトークに生出演。さらにアルバム発売日には東京・代々木公園でアルバム発売を記念した『Superfly 1st ALBUM発売記念フリーLIVE』が行われ、MUSIC ON! TVでも生中継された。
なお、本作は発売同日より配信が開始されているが、iTunes Storeではアルバムトラック一括購入者を対象にRAM RIDERによる「マニフェスト <RAM RIDER Remix>」がボーナストラックとしてダウンロード出来るサービスが行われている。楽曲がリミックスアレンジされるのは自身初。なお、iTunes Storeで選出された「2008年のトップ・アルバム100」では年間4位を記録した。

## 収録曲

### CD
1. Hi-Five (3:59)
  - 作詞：越智志帆+jam / 作曲：多保孝一 / 編曲：蔦谷好位置+多保孝一
  - 5thシングル。
  - au KDDI『LISMO』キャンペーンソング。
2. マニフェスト (4:00)
  - 作詞：越智志帆+多保孝一 / 作曲・編曲：多保孝一
  - 2ndシングル。
3. 1969 (3:16)
  - 作詞：越智志帆+多保孝一 / 作曲：多保孝一 / 編曲：多保孝一+松岡モトキ
  - 越智が19歳の時に、1969年より行われたウッドストック・フェスティバルの映像を観た時に思ったことが歌詞に表れている。
4. 愛をこめて花束を (4:55)
  - 作詞：越智志帆+多保孝一+いしわたり淳治 / 作曲：多保孝一 / 編曲：蔦谷好位置
  - 4thシングル。TBS系ドラマ『エジソンの母』主題歌、中京テレビ『PS』2008年2月度エンディングテーマ。
5. Ain't No Crybaby (3:15)
  - 作詞：越智志帆 / 作曲：多保孝一 / 編曲：蔦谷好位置+多保孝一
  - マニフェストに並んでロック色の強い楽曲。Hi-Fiveと同様にブラスサウンドが取り入れられている。
6. Oh My Precious Time (4:36)
  - 作詞：越智志帆 / 作曲：越智志帆+多保孝一 / 編曲：蔦谷好位置+多保孝一
  - 歌詞は初恋と失恋という設定で、ビーチサウンドのようなアレンジがされている。
  - カルピス『ザ・プレミアム カルピス』「ホワイトサンタ 雪の結晶篇」CMソング。
7. バンクーバー (4:03)
  - 作詞：尾上文 / 作曲：多保孝一 / 編曲：多保孝一+百田留衣
  - 本作で唯一、越智と多保が作詞に関わっていない楽曲。
8. i spy i spy（Superfly×JET名義）(3:37)
  - 作詞・作曲・編曲：Chris Cester, Mark Wilson, Superfly
  - 3rdシングル。『日産・キューブ』CMソング。
9. 嘘とロマンス (3:45)
  - 作詞：越智志帆 / 作曲：多保孝一 / 編曲：蔦谷好位置
  - アルバム収録曲中、最もBPMの速い曲。ライブでは非常に盛り上がる曲で、ツアーグッズのタオルを振り回すというパフォーマンスがある。
10. 愛と感謝 (4:26)
  - 作詞：越智志帆+多保孝一 / 作曲：多保孝一 / 編曲：多保孝一+松岡モトキ
  - 2007年10月に先行配信された楽曲で、後に「愛をこめて花束を」のカップリングとして収録された。
  - Power Of Music キャンペーン・ソング。
11. ハロー・ハロー  (3:50)
  - 作詞：越智志帆+多保孝一 / 作曲・編曲：多保孝一
  - 1stシングル。
  - ドワンゴ『dwango.jp』TV-CFソング、スペースシャワーTV2007年4月度POWER PUSH選出曲、『エジソンの母』挿入歌。
12. Last Love Song (3:32)
  - 作詞・作曲・編曲：越智志帆
  - 越智による初の単独で作詞作曲を手掛けたバラード。アレンジは越智のピアノ演奏のみで、ライブでも越智がピアノ弾き語りで披露する。
13. I Remember (4:59)
  - 作詞：越智志帆 / 作曲：多保孝一 / 編曲：蔦谷好位置
  - ライブでは最後に披露されることが多い曲。ゴスペルのようなアレンジがされている。
  - 2020年5月2日のインスタストーリーで元々は4拍子の曲であったことが明かされた。
14. マニフェスト（RAM RIDER Remix）
  - 作詞：越智志帆+多保孝一 / 作曲・編曲：多保孝一
  - iTunes Storeのみ配信のボーナス・トラック

### DVD（初回限定盤特典）
1. ハロー・ハロー
2. マニフェスト
3. i spy i spy
4. 愛をこめて花束を
5. Hi-Five

## 演奏
- 越智志帆
  - Lead Vocal
  - Background Vocals (#1-7.9.10.11.13)
  - Harmonica (#2)
  - Tambourine (#4)
  - Piano (#12)
- 多保孝一
  - Electric Guitar (#2.3.6.10.11)
  - Programming (#2)
  - Electric Guitar (Open G Tuning) (#5)
  - Guitars (#8)
  - Background Vocals (#10.11)
- 蔦谷好位置
  - Piano (#1.4.6.13)
  - Organ (#1.4.5.6.7.9)
  - Wurlitzer (#1)
  - Programming & Background Vocals (#5.6)
- 昼海幹音
  - Electric Guitar (#1)
  - Acoustic Guitar (#1)
- 八橋義幸
  - Electric Guitar Solo (#1)
  - Electric Guitar (#2.3.9.11.13)
- 種子田健：Bass (#1.13)
- 松原“マツキチ”寛：Drums (#1.4.5.6.7.9.13)
- 加藤雄一郎：Sax (#1.5)
- 川崎太一郎：Trumpet (#1.5)
- 松岡モトキ
  - Acoustic Guitar (#2.3.10.11)
  - Banjo (#3)
  - Tambourine (#3.11)
  - Background Vocals (#3.10.11)
- 沖山優司：Bass (#2.3.10.11)
- 伊藤隆博
  - Hammond B-3 (#2.3.11)
  - Piano (#3.11)
- 古田たかし：Drums (#2.3)
- 真城めぐみ：Background Vocals (#3)
- 名越由貴夫
  - Electric Guitar (#4)
  - Acoustic Guitar (#4)
- 大神田智彦：Bass (#4)
- 弦一徹ストリングス：Strings (#4)
- 百田留衣
  - Acoustic Guitar (#5.6.7.9)
  - Electric Guitar (#5.6)
  - 12 Strings Acoustic Guitar (#7)
  - Background Vocals (#7)
  - Electric Guitar (Open G Tuning) (#9)
- 鈴木克敏：Bass (#5.6.7.9)
- 朝倉真司
  - Percussion (#7)
  - Drums, Tambourine (#10)
- Chris Cester：Vocals, Drums (#8)
- Mark Wilson：Bass, Keyboards (#8)
- Andre Warhurst：Additional Guitars (#8)
- 野崎泰弘
  - Wurlitzer (#10)
  - Hammond B-3 (#10.13)
- 杉並児童合唱団：Background Vocals (#10)
- 小西昭次郎：Drums (#11)
- 草刈浩司：Electric Guitar (#13)
- 田中雪子、加藤哉子、SAN、竹中健一：Background Vocals (#13)